# Frøya, Trøndelag
Frøya este o comună din provincia Trøndelag, Norvegia.